# Étienne Schlumberger
Étienne Schlumberger (ur. 20 marca 1915 w Paryżu, zm. 9 września 2014 w Crozon) – francuski inżynier wojskowy, komandor, dowódca okrętów podwodnych.

## Biografia
Urodził się 20 marca 1915 w 8. dzielnicy Paryża jako syn inżyniera, kapitana lotnictwa, poległego w 1915. Uczęszczał do Lycée Janson-de-Sailly oraz Lycée Louis-le-Grand. W 1936 wstąpił do École polytechnique na kierunek inżynierii morskiej, odbył rejs szkoleniowy na okręcie szkolnym „Jeanne d’Arc”. Po ukończeniu szkoły otrzymał przydział do portu wojennego w Cherbourgu do wydziału remontowego okrętów podwodnych.
19 czerwca 1940, przed nadejściem Niemców zorganizował holowanie czterech okrętów podwodnych do Anglii, w lipcu dołączył do sił Wolnej Francji. Otrzymał awans na porucznika marynarki (enseigne de vaisseau de 1re classe) oraz przydział na awizo „Commandant Duboc”. Brał udział w bitwie pod Dakarem jako zastępca Georges'a Thierry'ego d'Argenlieu, dowódcy grupy okrętów. Po nieudanej próbie przejęcia kolonii, generał de Gaulle wysłał do portu dwie motorówki z oficerami marynarki, mającymi dostarczyć pismo do gubernatora Dakaru, Boissona. Okręty Wolnej Francji korzystając z mgły podeszły tuż pod redę. Próba dostarczenia pisma nie powiodła się i w obliczu groźby aresztowania parlamentariusze opuścili port, lecz zostali ostrzelani z broni maszynowej przez holownik (ranny został m.in. kmdr ppor. d’Argenlieu). Następnie uczestniczył w kampanii o Gabon na pokładzie awiza „Savorgnan de Brazza”, który został ostrzelany przez vichystowski „Bougainville”, „Savorgnan de Brazza” odpowiedział ogniem niszcząc przeciwnika.
Po awansie na kapitana marynarki wrócił na „Commandant Duboc” jako pierwszy oficer. Brał udział w kampanii abisyńskiej oraz w bitwie o Atlantyk.
9 lutego 1942 został wyznaczony na pierwszego oficera okrętu podwodnego „Junon”, który wykonywał patrole oraz misje specjalne (przerzucał agentów oraz komandosów) do Norwegii na Morzu Północnym. W marcu 1943 objął dowództwo okrętu i przyprowadził go do stoczni remontowej w Algierze, po czym wrócił wraz z załogą do Anglii aby obsadzić okręt podwodny „Morse”.
Skazany 7 kwietnia 1943 na dożywotnią karę ciężkich robót, degradację oraz konfiskatę majątku przez sąd morski w Tulonie, został zrehabilitowany przez sąd apelacyjny w Aix-en-Provence 4 grudnia 1944.
W styczniu 1945 został wezwany do sztabu admirała d'Argenlieu (dowodzącego siłami francuskiej marynarki wojennej na Morzu Północnym), a w kwietniu awansował na stopień komandora podporucznika (capitaine de corvette). Towarzyszył admirałowi na konferencji w San Francisco, a następnie w Indochinach, kiedy jego przełożony został mianowany Wysokim Komisarzem.
W czerwcu 1947 został dyrektorem studiów w école navale, później zajmował rożne stanowiska, dowodził między innymi niszczycielem eskortowym „Sénégalais” oraz niszczycielem „Kléber”. W październiku 1949 awansował do rangi komandora porucznika (capitaine de frégate). W 1953 odszedł z marynarki wojennej jako komandor rezerwy (capitaine de vaisseau de réserve).
Dołączył do firmy Shell, dla której projektował tankowce. W 1975 przeszedł na emeryturę. Zmarł w Crozon 9 września 2014.

## Twórczość
- 1940-1944. W: Étienne Schlumberger: L'honneur et les rebelles de la Marine française. Paryż: Maisonneuve & Larose, 2004, s. 264. ISBN 978-2-7068-1820-2. (fr.).
- 1940-1944. W: Étienne Schlumberger, Alain Schlumberger: Les combats et l'honneur des Forces navales françaises libres. Paryż: le Cherche Midi, 2007, s. 347. ISBN 978-2-7491-1017-2. (fr.).

## Odznaczenia
- Wielki OficerOrderu Legii Honorowej[5]
- Order Wyzwolenia[6]
- Krzyż Wojenny
- Medal Ruchu Oporu[7][8]
- Medal Kolonialny
- Krzyż Wybitnej Służby (Wielka Brytania)
- Order Danebroga (Dania)
- Order Sławy (Tunezja) (Tunezja)
- Order Chrystusa (Portugalia)